# Danny Molendijk
Danny Molendijk (Schiedam, 6 oktober 1955) is een Nederlands voormalig voetballer en huidig voetbalcoach.
Molendijk begon in de jeugd bij SVV waar hij ook in het eerste elftal speelde. Na voor D.F.C. en Fortuna Vlaardingen gespeeld te hebben ging hij in 1979 naar de Verenigde Staten waar hij twee seizoenen voor Washington Diplomats in de NASL uitkwam. Van september tot december 1979 werd hij verhuurd aan het Oostenrijkse Villacher SV dat uitkwam in de Bundesliga-2. Division. Eind 1980 zou Molendijk indoorsoccer gaan spelen voor Philadelphia Fury maar die club werd overgenomen en staakte de activiteiten. In 1981 ging een overgang naar SC Heracles niet door. Molendijk speelde nog lang in het amateurvoetbal.
Hij werd trainer in het amateurvoetbal en werd in 2011 genomineerd voor de Rinus Michels Award.
Molendijk is sinds het seizoen 13/14 als technisch manager en trainer van het 1e elftal actief bij CWO, waar ze actief zijn in de 2e klasse D
Vanaf het seizoen 16/17 zal Molendijk niet meer de trainer van CWO zijn. Hij zal dit seizoen de trainer zijn van RKSV Leonidas. Hij zal hier de zaterdagtak onder zijn hoede nemen, welke uitkomt in de 3e klasse.